# Elizabeth Françoise Eybers
Elizabeth Françoise Eybers (Klerksdorp, Transvaal, 26 de febrer de 1915 - Amsterdam, 1 de desembre de 2007) és una escriptora sud-africana considerada la primera poeta en llengua afrikaans. Era filla d'un Nederduits-Hervormde (pastor de l'Església Reformada holandesa) i es llicencià en lletres a la Universitat de Witwatersrand. Treballà com a periodista i el 1937 es casà amb l'empresari Albert Wessels. La seva obra ha tingut ressò també als Països Baixos, on residí des que es divorcià, el 1961, fins a la seva mort.

## Obres
- Belydenis in die Skemering ('Confessió en el crepuscle', 1936)
- Die stil avontuur ('L'aventura silenciosa', 1939), de caràcter intimista, fou la seva primera obra important.
- Die ander dors ('L'altra set', 1946)
- Tussensang ('Interludi', 1950)
- Neerslag ('Precipitació', 1958)
- Balans ('Balanç', 1963)
- Kruis of Munt ('Cap o cua', 1973)
- Bestand ('Residu', 1982)
- Versamelde Gedigte ('Poemes reunits', 1990)
- Tydverdryf/Pastime (1996)